# Burgweinting

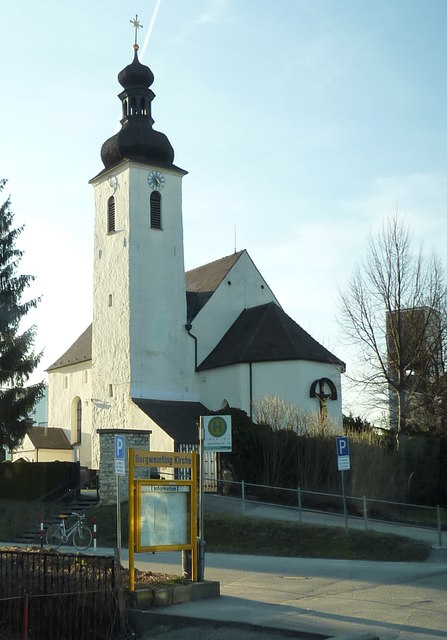
St. Michael, Burgweinting

Burgweinting ist eine frühere Gemeinde im Landkreis Regensburg und gehört heute als Ortsteil zum Stadtbezirk 18 Burgweinting-Harting von Regensburg, der Hauptstadt des bayerischen Regierungsbezirks Oberpfalz.

## Geschichte
Der Name (Burg)weinting geht auf ein „Wihmuntinga“ zurück, das im 8. Jahrhundert erstmals erwähnt wird. Der Zusatz „Burg“ im Namen verdankt sich wohl der ehemaligen Burg Burgweinting. Burgweinting gehörte vom Mittelalter bis zur Säkularisation 1803 zum Hochstift Regensburg, dem weltlichen Herrschaftsbereich der Regensburger Bischöfe. Allerdings wurde Burgweinting zusammen mit Donaustauf und den anderen Orten häufig verpfändet, da sich das Bistum häufig in Finanznot befand. Die Reichsstadt Regensburg wurde zudem im Jahr 1542 protestantisch. Ab dem 16. Jahrhundert suchte daher das Hochstift die Nähe der finanzkräftigen bayerischen und pfälzischen Nachbarn aus dem Haus Wittelsbach und überließ ihnen die hohe Gerichtsbarkeit in Burgweinting.
Mit dem Reichsdeputationshauptschluss von 1803 fiel der Ort Burgweinting zunächst an das Fürstentum Regensburg Karl Theodor von Dalbergs und nur sieben Jahre später, 1810, an Bayern. Ab 1818 gab es in der „Ruralgemeinde“ Burgweinting mit den zugehörigen Orten Höfling und Zieglhof einen gewählten Gemeindevorsteher – später Bürgermeister genannt. Der Gutsbesitzer Nikolaus Burkart amtierte von 1900 bis zur Machtergreifung der Nationalsozialisten im Jahr 1933, als Bürgermeister. Ab 1938 wurde der „Verschiebebahnhof Ost Burgweinting“, also der heutige Güterbahnhof Regensburg Ost, gebaut. Während des Krieges war neben einigen kleineren Luftangriffen im Januar 1945, die in Burgweinting wenig Schaden anrichteten, die Bombardierung vom 5. Februar 1945 mit Abstand der schwerste aller Luftangriffe. „Sieben ungarische Flüchtlinge und eine Fremdarbeiterin“ wurden getötet bzw. eine verletzt, zwei Wohnhäuser leicht beschädigt und „durch Brand die Fürstliche Brennerei Thurn und Taxis“ zerstört. 13. März 1945 war bei Angriffen ein Toter zu beklagen. Am 15. und 16. April 1945 kam es zu Tieffliegerangriffen und einer großen Explosion, vermutlich einer beim Abwurf nicht sofort explodierten 450-kg-Bombe der US Air Force. Am 27. April 1945 erfolgte der Einmarsch der Amerikaner in Burgweinting.
Nach 1945 kamen zahlreiche Flüchtlinge und Vertriebene hierher. Burgweinting war damals diejenige Gemeinde im Landkreis Regensburg mit dem höchsten Anteil von Flüchtlingen und Vertriebenen. 1971 erfolgte die Angliederung von „Burgweinting West“ mit ca. 200 Einwohnern an die Stadt Regensburg. In den 1970er Jahren wurde Burgweinting an das Autobahnnetz angeschlossen. 1977 wurde nach heftigen politischen Auseinandersetzungen die bis dahin selbstständige Gemeinde mit damals 2.147 Einwohnern im Zuge der Gemeindegebietsreform in die Stadt Regensburg eingemeindet und ist seither Teil des Stadtbezirks Burgweinting-Harting.  In der Folge entstand in den 1980er und 1990er Jahren ein großes Gewerbegebiet im Osten des Ortes, auf dem sich unter anderem Firmen wie Alstom Sachsenwerk, Toshiba, Infineon und Osram sowie ein Güterverkehrszentrum ansiedelten.
Im Jahre 2006 feierte Papst Benedikt XVI. bei seinem Besuch in Regensburg auf dem Islinger Feld bei Burgweinting unter freiem Himmel eine Messe.

## Kirchen
- Romanische Pfarrkirche St. Michael von 1438 mit Pfarrzentrum St. Franziskus
- Gemeindehaus der Mennoniten in der Hartingerstraße
- Evangelisch-Lutherische Kirchengemeinde Regensburg – Maria Magdalena

## Verkehr
Burgweinting ist über die Autobahnanschlussstelle Regensburg-Burgweinting der A 3 und die Bundesstraße 15 an das überregionale Straßennetz angeschlossen. Der Haltepunkt Burgweinting an der Strecke nach München/Passau ist seit dem Papst-Besuch 2006 wieder in Betrieb. Außerdem ist Burgweinting mit den Stadtbuslinien 7, 9, 11 und X-4 mit der Innenstadt verbunden. Ebenso führen die Buslinien 22, 23, 24, 25, 30, 31 und 76 durch Burgweintinger Gebiet.